# Rien ne manque à sa gloire, il manquait à la nôtre
Rien ne manque à sa gloire, il manquait à la nôtre (alla lettera Nulla manca alla sua gloria, Egli mancava alla nostra) è un'iscrizione che l'Accademia di Francia ha posto nel 1774 ad una statua dedicata a Molière, il grande commediografo francese.
A differenza della Tragedia da sempre ammessa nel novero della letteratura, nel secolo XVII in Francia perduravano nei confronti della Commedia molti pregiudizi al punto che i comici erano persino esclusi dalla sepoltura ecclesiastica.
Sulla base di tali pregiudizi l'Accademia non ha mai accettato  Molière tra i suoi membri, i cosiddetti immortali.
La statua e l'iscrizione sono un risarcimento postumo, realizzati in un'epoca successiva, in cui i giudizi erano stati rivisti.
La frase ha assunto un valore proverbiale tutte le volte in cui una comunità deve rivedere i propri preconcetti.